# Diocesi di Lentini
La diocesi di Lentini (in latino Dioecesis Leontina) è una sede soppressa e sede titolare della Chiesa cattolica.

## Storia
Sono scarne le notizie circa l'origine e la formazione della diocesi di Lentini, legata alla memoria dei santi martiri Alfio, Cirino e Filadelfo, messi a morte durante la persecuzione di Decio o Valeriano. La passio di questi martiri, chiamata Martirio di Alfio, Filadelfio, Cirino, e composta da monaci greci in un'epoca imprecisata fra il VII e il IX secolo, ha subito in passato giudizi molto negativi, mentre oggi si riconosce, al di là degli evidenti anacronismi e degli elementi di carattere favolistico e leggendario, un possibile fondo di verità, legato alla «storicità del martirio dei tre fratelli e di alcuni personaggi, perché avallata dall'esistenza di un culto antichissimo».
Nella vita dei santi Alfio, Cirino e Filadelfo è menzionato il primo vescovo di Lentini, Neofito, che in precedenza, con il nome di Alessandro, aveva perseguitato la comunità cristiana; convertitosi al cristianesimo, si fece battezzare con il nome di Neofito da Agatone, protovescovo di Lipari, e consacrato a Roma. L'ultima parte della vita dei martiri leontini contiene un catalogo episcopale, composto da nove nomi dopo Neofito, assolutamente sconosciuti alle fonti storiche e noti solo per la loro presenza nella passio. Lanzoni ammette che, malgrado «le notizie di questo presunto catalogo, almeno in parte false o tendenziose, e la prevalenza in esso di nomi greci (e si tratta di una diocesi italiana del IV secolo, quantunque sicula e presso Siracusa) impressionano sinistramente, tuttavia non mi sentirei di dimostrare che esso è un puro e semplice parto della fantasia del monaco agiografo, e che nessuno di quei dieci nomi gli sia pervenuto da buona tradizione».
Primo vescovo storicamente documentato è Lucido, menzionato nelle lettere di papa Gregorio Magno nel 602 e 603. Segue, secondo Rocco Pirri, il vescovo Luciano, che avrebbe preso parte al concilio romano del 649. Il vescovo più noto è certamente Costantino, vissuto nella seconda metà dell'VIII secolo.
Costantino, in occasione della lotta contro l'iconoclastia tra il pontefice Adriano I e l'impero bizantino, viene incaricato dall'imperatrice Irene d'Atene nel 785 di recapitare al papa una lettera nella quale il pontefice viene invitato a partecipare al Concilio da Irene a Costantinopoli ma impedito dai militari imperiali. Questo delicato compito gli viene affidato perché è già conosciuto da Adriano I e per il ruolo di cerniera che la Chiesa siciliana assume in questo arco di tempo tra Roma e Bisanzio. Nel successivo concilio di Nicea del 787, Costantino fu molto attivo e tra i vescovi siciliani fu quello a cui toccò parlare per primo.
In una Notitia Episcopatuum della fine del IX secolo, Lentini appare ancora al tredicesimo posto fra le sedi episcopali siciliane. Non è raro tuttavia che sedi episcopali vacanti da tempo o soppresse apparissero ancora nelle liste episcopali redatte a Costantinopoli. Infatti, dopo la conquista araba della Sicilia, non sono più noti vescovi leontini e la diocesi probabilmente fu soppressa.
Negli ultimi decenni del XVIII secolo, in occasione della riorganizzazione delle sedi episcopali siciliane, furono avviati tentativi per ripristinare la diocesi di Lentini, tentativi che però non ebbero alcun seguito.
Dal 1968 Lentini è annoverata tra le sedi vescovili titolari della Chiesa cattolica; dal 28 febbraio 2015 il vescovo titolare è Marek Grzegorz Marczak, vescovo ausiliare di Łódź.

## Cronotassi

### Vescovi
- San Neofito † (metà circa del III secolo)
- San Rodippo †
- Crispo †
- Teodosio Maratonide †
- Feliciano †
- Herodion †
- Teodosio †
- Crescenzio †
- San Luciano I †
- Alessandro †
- Lucido † (prima del 602 - dopo il 603)
- Luciano II † (menzionato nel 649)
- Costantino † (prima del 785 - dopo il 787)

### Vescovi titolari
- Joseph Crescent McKinney † (24 luglio 1968 - 9 giugno 2010 deceduto)
- Józef Górzyński (4 novembre 2013 - 10 febbraio 2015 nominato arcivescovo coadiutore di Varmia)
- Marek Grzegorz Marczak, dal 28 febbraio 2015